# Ricky Aitamai
Ricky Aitamai (22 dicembre 1991) è un calciatore francese nato a Tahiti, centrocampista del Venus e della Nazionale tahitiana.

## Carriera

### Nazionale
Il 20 giugno 2013 gioca da titolare contro la Spagna in Confederations Cup; il successivo 23 giugno gioca, sempre da titolare, contro l'Uruguay.

## Statistiche

### Cronologia delle presenze e reti in Nazionale
| Cronologia completa delle presenze e delle reti in nazionale ― Tahiti | Cronologia completa delle presenze e delle reti in nazionale ― Tahiti | Cronologia completa delle presenze e delle reti in nazionale ― Tahiti | Cronologia completa delle presenze e delle reti in nazionale ― Tahiti | Cronologia completa delle presenze e delle reti in nazionale ― Tahiti | Cronologia completa delle presenze e delle reti in nazionale ― Tahiti | Cronologia completa delle presenze e delle reti in nazionale ― Tahiti | Cronologia completa delle presenze e delle reti in nazionale ― Tahiti |
| Data                                                                  | Città                                                                 | In casa                                                               | Risultato                                                             | Ospiti                                                                | Competizione                                                          | Reti                                                                  | Note                                                                  |
| --------------------------------------------------------------------- | --------------------------------------------------------------------- | --------------------------------------------------------------------- | --------------------------------------------------------------------- | --------------------------------------------------------------------- | --------------------------------------------------------------------- | --------------------------------------------------------------------- | --------------------------------------------------------------------- |
| 26-3-2013                                                             | Numea                                                                 | Nuova Caledonia                                                       | 1 – 0                                                                 | Tahiti                                                                | Qual. Mondiali 2014                                                   | -                                                                     |                                                                       |
| 17-6-2013                                                             | Mineirão                                                              | Tahiti                                                                | 1 – 6                                                                 | Nigeria                                                               | Confederation Cup                                                     | -                                                                     |                                                                       |
| 20-6-2013                                                             | Estádio Jornalista Mário Filho                                        | Spagna                                                                | 10 – 0                                                                | Tahiti                                                                | Confederation Cup                                                     | -                                                                     |                                                                       |
| 23-6-2013                                                             | Itaipava Arena Pernambuco                                             | Uruguay                                                               | 8 – 0                                                                 | Tahiti                                                                | Confederation Cup                                                     | -                                                                     | 56’                                                                   |
| Totale                                                                |                                                                       | Presenze                                                              | 4                                                                     |                                                                       | Reti                                                                  | 0                                                                     |                                                                       |